# Cis (escarabajo)
Cis es un género de escarabajos de la familia Ciidae. Este género tiene distribución mundial (excepto África), ocupando especialmente la región Neotropical, incluyendo países como Brasil. 
Como otros géneros de Ciidae, no solamente se alimentan de los tejidos estériles de los hongos, sino que viven y se reproducen en túneles que excavan dentro de los basidiomas de los órdenes Polyporales e Hymenochaetales. De esta forma ayudan con su dispersión.
Hay unas 370 especies, aunque muchas no se han descrito y otras han resultado ser sinónimos. No hay una división clara en subgéneros ni tampoco uniforme, ya que los criterios difieren entre los científicos a la hora de utilizarlos. En caso de existir, se asignan grupos taxonómicos (como el grupo de C. comptus o el grupo de Cis taurus) que no constituyen grupos naturales.

## Especies
- Cis abyssinicus
- Cis acritus Lawrence, 1971
- Cis adamsoni
- Cis adelaidae
- Cis afer
- Cis agaricinus
- Cis agariconae
- Cis aldabranus
- Cis alienus Sharp, 1879
- Cis alluaudi
- Cis americanus Mannerheim, 1852
- Cis angustiformis Perkins, 1900
- Cis anthracinus
- Cis angustus   Hatch, 1962
- Cis arbustensis
- Cis argentinus
- Cis aristhaeus
- Cis armiger
- Cis asiaticus
- Cis asperrimus
- Cis atromaculatus
- Cis aurasiacus Peyerimhoff, 1919
- Cis aureopubens
- Cis aurosericeus Reitter, 1887
- Cis asiaticus
- Cis asperrimus
- Cis atromaculatus
- Cis aurasiacus
- Cis aureopubens
- Cis australis
- Cis baeri
- Cis biacutus
- Cis biarmatus Mannerheim, 1852
- Cis bicolor Sharp, 1879
- Cis bidentatus A.G. Olivier, 1790
- Cis bifasciatus Reitter, 1877
- Cis bilamellatus Wood, 1884
- Cis bimaculatus Sharp, 1885
- Cis bimucronatus
- Cis bipartitus
- Cis biramosus
- Cis biroi
- Cis bisbidens
- Cis biscutatus
- Cis bisetosus
- Cis bisetiger M. Chûjô, 1939
- Cis bismarckensis
- Cis bituberculatus
- Cis bituberculosus Roubal, 1937
- Cis boettgeri
- Cis boleti  (Scopoli, 1763)
- Cis bonariensis
- Cis boxi
- Cis brevehirsutus
- Cis breviformis Perkins, 1900
- Cis brevipennis Nakane & Nobuchi, 1955
- Cis bubalus
- Cis biroi
- Cis cacuminum
- Cis caffer
- Cis calidus Sharp, 1885
- Cis campoi
- Cis capensis
- Cis capricornis Kawanabe, 1997
- Cis castaneus Herbst, 1793
- Cis castlei  (Dury, 1917)
- Cis caucasicus Ménétriés, 1832
- Cis cavifrons
- Cis cayensis Lawrence, 1971
- Cis cedri Peyerimhoff, 1915
- Cis chinensis Lawrence, 1991
- Cis chloroticus Sharp, 1885
- Cis chujoi Miyatake, 1982
- Cis clavicornis Baudi di Selve, 1874
- Cis cervus
- Cis cheesmanae
- Cis chilensis
- Cis chloroticus
- Cis ciliatus
- Cis clarki
- Cis clavicorne
- Cis cognatissimus Perkins, 1900
- Cis compressicornis
- Cis comptus Gyllenhal, 1827
- Cis congestus Casey, 1898
- Cis contendens
- Cis convexus
- Cis coriaceus Baudi di Selve, 1874
- Cis coriarius
- Cis corioli Peyerimhoff, 1915
- Cis cornelli Lawrence, 1971
- Cis cornuticeps
- Cis cornutus  Blatchley, 1910
- Cis corticinus
- Cis creberrimus  Mellié, 1848
- Cis crenatus C.R. Sahlberg, 1836
- Cis cribrellus
- Cis crinitus Lawrence, 1971
- Cis cucullatus Wollaston, 1865
- Cis curtepubens
- Cis delagoensis
- Cis delicatulus
- Cis dentatus Mellié, 1848
- Cis diadematus
- Cis diminutivus Sharp, 1879
- Cis discoidalis
- Cis discolor Lawrence, 1971
- Cis distanticornis
- Cis donckieri
- Cis dracaenae Perkins, 1931
- Cis dufaui
- Cis dunedinensis  Leng, 1918
- Cis duplex Casey, 1898
- Cis eichelbaumi
- Cis elongatus
- Cis eminenticollis Nobuchi, 1955
- Cis ephippiatus Mannerheim, 1853
- Cis erinaceus Roubal, 1933
- Cis espinosai
- Cis evanescens Sharp, 1879
- Cis fagi Waltl, 1839
- Cis fallax Perkins, 1900
- Cis fasciatus
- Cis fasciculosus Champion, 1922
- Cis felicitas
- Cis fernandezianus
- Cis festivulus Lawrence, 1971
- Cis festivus Panzer, 1793
- Cis fijianus
- Cis fissicollis Mellié, 1848
- Cis fissicornis Mellié, 1848
- Cis fiuzai
- Cis flavipes Motschulsky, 1845
- Cis flavitarsis
- Cis flavonotatus
- Cis floridae  Dury, 1917
- Cis friebi Roubal, 1933
- Cis fukudai
- Cis fulgens
- Cis fultoni
- Cis fulvipes
- Cis fusciclavis Nyholm, 1953
- Cis fuscipes  Mellié, 1848
- Cis gardneri Pic, 1937
- Cis giganteus Pic, 1934
- Cis glabratus Mellié, 1848
- Cis glabriusculus
- Cis gladiator Flach, 1882
- Cis grossus
- Cis graecus Schilsky, 1900
- Cis granarius
- Cis grandicornis
- Cis gravipennis Perkins, 1931
- Cis gounellei
- Cis guamae
- Cis guerinii
- Cis gumiercostai
- Cis haleakalae Perkins, 1900
- Cis hanseni A. Strand, 1965
- Cis hebridarum
- Cis hieroglyphicus
- Cis hirsutus Casey, 1898
- Cis hirtellus
- Cis hispidus
- Cis horridulus Casey, 1898
- Cis huachucae  Dury, 1917
- Cis hystriculus Casey, 1898
- Cis immaturus  Zimmerman, 1939
- Cis illustris
- Cis incanus Rey, 1892
- Cis incanus
- Cis indica
- Cis indicus
- Cis insignis
- Cis insulicola  Dalla Torre, 1911
- Cis interpunctatus
- Cis jacquemartii Mellié, 1848
- Cis japonicus
- Cis jezoensis Nobuchi, 1960
- Cis judaeus Reitter, 1901
- Cis konoi M. Chûjô, 1940
- Cis kauaiensis Perkins, 1900
- Cis krausi  Dalla Torre, 1911
- Cis laeticulus Sharp, 1879
- Cis laevigatus Kawanabe, 1997
- Cis laminatus  Mellié, 1848
- Cis laminicollis
- Cis laphami
- Cis lederi Reitter, 1880
- Cis lemoulti
- Cis leoi
- Cis levettei  (Casey, 1898)
- Cis lobipes
- Cis libanicus Abeille de Perrin, 1874
- Cis lineatocribratus Mellié, 1848
- Cis lineatosetosus Pool, 1917
- Cis lineatulus Reitter, 1901
- Cis lineicollis
- Cis litteratus
- Cis longepilosus
- Cis longipennis Sharp, 1885
- Cis longipilis
- Cis maculatus M. Chûjô, 1939
- Cis madecassus
- Cis madurensis
- Cis mahensis
- Cis manchuricus M. Chûjô, 1940
- Cis maritimus  (Hatch, 1962)
- Cis marquesanus
- Cis maurus Peyerimhoff, 1915
- Cis megastictus Lawrence, 1971
- Cis melliei
- Cis micans Fabricius, 1972
- Cis micros
- Cis mikagensis Nobuchi & Wada, 1955
- Cis miles  (Casey, 1898)
- Cis mimus Perkins, 1900
- Cis minimus
- Cis minutus
- Cis mirabilis Perkins, 1900
- Cis molokaiensis Perkins, 1900
- Cis morikawai Miyatake, 1954
- Cis multidentatus Pic, 1917
- Cis muriceus
- Cis murinus
- Cis mutabilis
- Cis neoguineensis
- Cis nesiotes Perkins, 1900
- Cis niedhauki Lawrence, 1971
- Cis nigrofasciatus  Blackburn, 1885
- Cis nigrorugosus Schilsky, 1900
- Cis nikkoensis Nobuchi, 1960
- Cis nipponicus M. Chûjô, 1940
- Cis nitidus
- Cis notatus
- Cis nudipennis Perkins, 1931
- Cis obesulus
- Cis obscuripennis
- Cis olivieri
- Cis orius Kompantsev, 1996
- Cis pacificus Sharp, 1879
- Cis palawanus
- Cis pallidus
- Cis parallelus
- Cis paritii Perkins, 1933
- Cis perpinguis
- Cis piciceps
- Cis picicollis
- Cis picturatus
- Cis pilosus
- Cis pistoria Casey, 1898
- Cis platensis
- Cis polypori M. Chûjô, 1939
- Cis polysticti M. Chûjô, 1939
- Cis porcatus Sharp, 1879
- Cis porcellus
- Cis praslinensis
- Cis pseudosphindus
- Cis pumilio Baudi di Selve, 1874
- Cis punctatissimus
- Cis puncticollis Wollaston, 1860
- Cis punctifer Mellié, 1848
- Cis punctulatus Gyllenhal, 1827
- Cis pygmaeus Marsham, 1802
- Cis quadricornis
- Cis quadridens Mellié, 1848
- Cis quadridentatus  (Dury, 1917)
- Cis quadridentulus Perris, 1874
- Cis ragusai Roubal, 1916
- Cis rapaae
- Cis recurvatus
- Cis reitteri Lopes-Andrade, 2002
- Cis retithorax
- Cis rhinoceros
- Cis robiniophilus Lawrence, 1971
- Cis robustithorax Pic, 1915
- Cis robustus
- Cis roridus Sharp, 1885
- Cis rotundicollis
- Cis rotundulus Lawrence, 1971
- Cis rufescens
- Cis rufithorax
- Cis rufocastaneus Nakane & Nobuchi, 1955
- Cis rugulosus Mellié, 1848
- Cis rufulus
- Cis rufus
- Cis rugosus
- Cis sasajii Kawanabe, 2001
- Cis sasakawai Nobuchi, 1960
- Cis satoi
- Cis savaiiensis
- Cis schwenkei
- Cis sellatus
- Cis semipallidus
- Cis seriatocribratus Reitter, 1913
- Cis seriatopilosus Motschulsky, 1861
- Cis seriatulus Kiesenwetter, 1879
- Cis sericeus
- Cis setarius Sharp, 1885
- Cis setifer
- Cis setiferus
- Cis shikokuensis
- Cis sibiricus Schilsky, 1900
- Cis sikorai
- Cis signatus Sharp, 1879
- Cis silvicola
- Cis simulator Perkins, 1900
- Cis sinensis Pic, 1917
- Cis sinicus
- Cis solomonensis
- Cis stereophilus Lawrence, 1971
- Cis stevensoniae
- Cis striatopunctatus
- Cis striatulus Mellié, 1848
- Cis striolatus Casey, 1898
- Cis subfuscus  Gorham, 1886
- Cis submicans Abeille de Perrin, 1874
- Cis subseriatus
- Cis subsquamosus
- Cis subtilis  Mellié, 1848
- Cis sumatrensis
- Cis superbus
- Cis tabidus Sharp, 1879
- Cis taiwanus M. Chûjô, 1939
- Cis tasmanicus
- Cis tauriensis Królik, 2002
- Cis taurus
- Cis testaceimembris
- Cis testaceus
- Cis tetracentrum  Gorham, 1886
- Cis tomentosus Mellié, 1848
- Cis tricornis
- Cis tridentatus Mannerheim, 1852
- Cis tristis  Mellié, 1848
- Cis tutuilensis
- Cis uapouae
- Cis unicus Perkins, 1900
- Cis ursulinus Casey, 1898
- Cis usambarinus
- Cis ustulatus
- Cis vagrans Perkins, 1926
- Cis validithorax
- Cis versicolor Casey, 1898
- Cis vestitus Mellié, 1848
- Cis victoriensis
- Cis villosulus Marsham, 1802
- Cis viridiflavus
- Cis vitulus Mannerheim, 1843
- Cis wollastoni Mellié, 1849
- Cis walkeri
- Cis yamamotoi Kawanabe, 1997
- Cis zeelandicus